# Oberschule am Sonnensee Bissendorf
Die Oberschule am Sonnensee mit gymnasialem Angebot Bissendorf wurde im Jahre 1974 als Hauptschule gegründet. Heute wird nach den curricularen Vorgaben einer Oberschule unterrichtet. Die Schule hat als Sportprofil Handball und Reiten. Die Schule ist eine teilgebundene Ganztagsschule. Träger der Schule ist die Gemeinde Bissendorf.

## Geschichte
Die Hauptschule ist am 1. August 1974 aus der Oberstufe der früheren Volksschule und späteren Mittelpunktschule Bissendorf hervorgegangen. Am 1. August 1975 wurde die Orientierungsstufe als neue Schulform in Bissendorf eingeführt und mit der bestehenden Hauptschule verbunden. Die Schüler wurden nach der vierten Klasse der Grundschule gemeinsam für zwei Jahre unterrichtet. Anschließend wechselten sie auf eine weiterführende Schule. Zum 1. August 1977 wurde die Hauptschule mit Orientierungsstufe durch den Realschulzweig, beginnend mit dem 7. Jahrgang, erweitert. Die Haupt- und Realschule mit Orientierungsstufe (HROS) Bissendorf war eine aus verschiedenen Schulformen organisatorisch zusammengefasste Schule. Sie umfasst die pädagogisch eigenständigen Schulformen Hauptschule und Realschule. Mit Beginn des Schuljahrs 1989/90 erstreckte sich der Einzugsbereich der Hauptschule über die gesamte Gemeinde Bissendorf, da die eigenständige Hauptschule im Gemeindeortsteil Schledehausen zu diesem Zeitpunkt aufgelöst wurde. Zum 1. August 1994 wurde ein 10. Jahrgang in der Hauptschule eingerichtet; ihr Besuch war für Schüler freiwillig.
Mit dem Ende der Orientierungsstufe in Niedersachsen im Jahr 2004 wurden zum Schuljahr 2004/2005 Schüler des 5. und 6. Jahrgangs in die Haupt- und Realschule Bissendorf aufgenommen. Die Schule umfasste seit dieser Zeit die Klassen 5–10 in bis zu drei Jahrgangszügen.
Ministerpräsident Christian Wulff besuchte 2005 und stand für Interviews für den Schulbeitrag zum Medienwettbewerb zur Verfügung, den die evangelisch-lutherische Kirche aus Anlass des evangelischen Kirchentags 2005 in Hannover ausgelobt hatte.
Im März 2012 genehmigt das Land die Einrichtung einer Oberschule ohne gymnasialen Zweig. Start der Oberschule (OBS) mit der neuen Klasse 5 war das Schuljahr 2012/2013. Der Kreistag des Landkreises Osnabrück fasste am 8. Dezember 2014 eine wichtige bildungspolitische Entscheidung, als der Antrag der Gemeinde Bissendorf auf Einrichtung eines gymnasialen Zweigs an der Oberschule am Sonnensee breite Zustimmung fand. Ab dem Schuljahr 2015/2016 wurden der gymnasiale Zweig (OBS-GY) eingerichtet die Profilklassen Sport mit den Schwerpunkten Reiten und Handball eingeführt. Der erste Abschlussjahrgang des gymnasialen Zweiges wurde am Ende des Schuljahres 2020/2021 in die Oberstufe der Gymnasien entlassen.
Die Schule engagiert sich in den Projekten „Mensch-Roboter-Kollaboration – Robonatives“ und „Additive Fertigung – 3D-Druck in der Schule“ der Landesinitiative n-21. Im Oktober 2022 wurde der OBS-GY der Titel „Digitaler Ort Niedersachsen“ verliehen.
Seit dem 1. Februar 2022 arbeitet die außerschulische Forschungseinrichtung, das Schüler-Forschungs-Zentrum Osnabrück, im Technik-Labor der Schule. Das Lehrerteam der Schule bietet schulformübergreifend verschiedene Angebote aus den MINT-Fächern zum Forschen, Entdecken und Selbermachen an.

Das SOR-SMC-Logo

Seit 2022 ist die Schule eine Schule ohne Rassismus – Schule mit Courage (SOR-SMC). Der Künstler Volker-Johannes Trieb unterstützt als Pate die Aktion der Schule.
Die Schule erhielt für ihre qualitätsvolle Arbeit im Bereich MINT 2023 gleich zwei Qualitätssiegel der deutschlandweiten Initiative “MINT Zukunft schaffen”: “Mint-freundliche Schule” und “Digitale Schule”.

## Schulnamen
- 1974 – Hauptschule Bissendorf
- 1975 – Hauptschule mit Orientierungsstufe Bissendorf
- 1977 – Hauptschule- und Realschule mit Orientierungsstufe Bissendorf
- 2004 – Hauptschule- und Realschule Bissendorf
- 2012 – Oberschule am Sonnensee Bissendorf
- 2015 – Oberschule mit gymnasialem Angebot am Sonnensee Bissendorf

## Schulgebäude
- 1975 – Standort – Am Schulzentrum 2, Bissendorf – Gemeindeortsteil: Bissendorf

## Schulleiter
- 1. August 1974 bis 31. Juli 1984 – Anneliese Schwartze
- 1. August 1984 bis 31. Juli 2004 – Gerhard Sasse
- 1. August 2004 bis 31. Juli 2021 – Gisela Kascha
- 1. August 2021 bis heute – Markus Gerling